# Villeneuve, Ariège
 Villeneuve là một xã ở tỉnh Ariège, thuộc vùng Occitanie ở phía tây nam nước Pháp.